# Gyretes iricolor
Gyretes iricolor là một loài bọ cánh cứng trong họ van Gyrinidae. Loài này được Young miêu tả khoa học năm 1947.